# Art Hodes
Arthur W. Hodes (Rusia, 14 de noviembre de 1904 – Harvey, Illinois, 4 de marzo de 1993), conocido profesionalmente como Art Hodes, fue un pianista de jazz estadounidense.

## Biografía
Hodes nació en la actual Ucrania. Su familia emigró a Chicago, Illinois cuando a penas contaba con unos meses de edad. Comenzó su carrera profesional en los clubes de Chicago, aunque no consiguió llamar la atención hasta que se mudó a Nueva York en 1938, donde tocó junto a Sidney Bechet, Joe Marsala y Mezz Mezzrow.
En los años 40, Hodes fundó su propia banda en Chicago, donde desarrollaría su carrera a lo largo de las siguientes cuatro décadas.
A finales de los años 60, Hodes protagonizó una serie para la televisión sobre el jazz al estilo de Chicago llamada "Jazz Alley", donde apareció junto a músicos como Pee Wee Russell y Jimmy McPartland.
Hodes fue editor de la revista The Jazz Record, durante cinco años.
En la década de los 70 se dedicó a componer y enseñar jazz. Durante este periodo se estableció en Park Forest, Illinois.
Inició una gira por el Reino Unido en 1987 acompañado del batería John Petters. En 1988 reapareció en el Cork jazz Festival junto a Petters y Wild Bill Davison, dando inicio al año siguiente a la gira "Legends of American Dixieland", con esta formación.
Los músicos que han tocado y grabado con Art Hodes incluyen figuras como Louis Armstrong, Wingy Manone, Gene Krupa, Muggsy Spanier, Joe Marsala, Mezz Mezzrow, Sidney Bechet, Albert Nicholas, Wild Bill Davison y Vic Dickenson.
En 1998, fue incluido en el Salón de la Fama de las Big Band y el Jazz.

## Discografía
- The Jazz Record Story (Jazzology, 1943–46)
- Tribute to the Greats (Delmark, 1976–78)
- Pagin' Mr. Jelly (Candid, 1988)
- Keepin' out of Mischief Now (Candid, 1988)
- Art Hodes Blue Five and Six (Jazzology, 1987)
- South Side Memories (Sackville)
- Art Hodes and the Magnolia Jazz Band (Jazzology, 1993)
- Blues in the Night (Sackville)
- Together Again with Wild Bill Davison & John Petters (CMJ)
- Sensation - with John Petters & Trevor Whiting (CMJ)
- Coalition - with Wild Bill Davison & John Petters (Jazzology)
- The Duets (Solo Arts, 2000)
- I Remember Bessie (Delmark, 2013)